# 铁镍矿
铁镍矿（英語：Awaruite）是一种天然存在的铁镍合金，成分从Ni2Fe到Ni3Fe。
铁镍矿出现在源自蛇纹石化橄榄岩和蛇绿岩的河流砂矿中。它也作为陨石的稀有成分出现。它与砂矿中的天然金和磁铁矿有关；橄榄岩中含有铜、赫硫镍矿、镍黄铁矿、紫硫铁镍矿、铬铁矿和针镍矿；在陨石中含有铁纹石、allabogdanite、磷铁镍陨石和石墨。